# César González-Ruano
César González-Ruano (Madrid, 22 de febrero de 1903-Madrid, 15 de diciembre de 1965) fue un periodista y escritor español. Cultivó todos los géneros, aunque será recordado como periodista de élite (según Manuel Alcántara, escribió más de treinta mil artículos).

## Biografía
Hizo sus primeros ensayos en los años veinte como poeta ultraísta y seguidor de la tertulia que Rafael Cansinos Assens orquestaba en el café Colonial y, junto a los poetas José de Ciria y Escalante y José María Quiroga Plá, en el Café de Platerías. En 1932 ganó el Premio Mariano de Cavia con el artículo titulado Señora: ¿Se le ha perdido a usted un niño? Recogió ochenta entrevistas a personalidades de la actualidad española e internacional en Las palabras quedan (Conversaciones) (1957), varias veces reeditado.
En 1929 hacía profesión de fe política con las izquierdas en carta dirigida a Joaquín Aznar, director del diario La Libertad:

Todos saben, y la prueba de ello es mis otras colaboraciones simultáneas a las del semanario de los lunes que siempre estuve en el campo de las izquierdas, del que jamás salí y en el que quiero estar hasta mi muerte.
Mucho me alegraría que usted comenzara por acoger mi primer reportaje en ésta, mi segunda etapa en La Libertad, periódico que acogió mis primeras líneas publicadas y al que tanto cariño y devoción me une.
Con este motivo, y autorizando a usted para que haga de esta carta el uso que estime conveniente, le saluda su incondicional amigo, q.e.s.m. César González-Ruano.

Sin embargo durante los años 1930 publica colaboraciones en publicaciones derechistas orientadas al fascismo, como Informaciones o la satírica Bromas y Veras. También publica sendas biografías laudatorias de dos militares golpistas: una dedicada a Sanjurjo (Una vida española del novecientos, 1933) y la otra al dictador Primo de Rivera (La vida heroica y romántica de un general español, 1935).
A partir de 1933 viajó por Europa como corresponsal de ABC, primero en Roma y luego en Berlín (capital que ya había visitado en 1933). Allí coincidió con otros falangistas como Rafael Sánchez Mazas y Eugenio Montes. Desde la corresponsalía de ABC en Berlín, escribiría textos laudatorios a la política nazi. Antes de volver a España residió en el París ocupado por los alemanes. En 1942 fue recluido en la cárcel de Cherche-Midi (que describe el largo poema Balada de Cherche-Midi), tras ser apresado por la Gestapo, sospechoso de traficar con visados. En ese periodo escribió la biografía de la bailarina Mata Hari y la novela Manuel de Montparnase, basada en la vida y la obra del poeta y pintor Manuel Viola. 
En 1943 se trasladó a residir a Sitges, donde mantuvo amistad con el pintor Rafael Durancamps (1891-1979) y el periodista Miguel Utrillo Vidal (1912-1990), hijo del pintor Miguel Utrillo. Fue precisamente en esta localidad donde estableció su curiosa oficina en el «Chiringuito», como él mismo lo bautizó: un bar en primera línea de playa y donde realizaba a diario sus crónicas de sociedad trabajando para el periódico La Vanguardia y la revista Destino. Aún se conservan en dicho lugar fotografías enmarcadas y un mural cerámico en su honor. Algún tiempo después, en 1946 se instaló en Madrid. En 1948 fue condenado en ausencia por la Francia Libre a veinte años de trabajos forzados por «inteligencia con el enemigo», acusado de haber delatado, estando ya en libertad, a sus compañeros de celda en Cherche-Midi.
En Madrid tuvo su domicilio en la calle de Ríos Rosas número 54 (donde fue vecino de Camilo José Cela) y fue asiduo de varias tertulias y promotor de la suya, que fue trasladando de café en café, acabando en el desaparecido Café Teide.

## Polémicas
En octubre de 1933, el político radical-socialista Marcelino Domingo, exministro de Agricultura, presentó una querella criminal contra él por un artículo publicado en el diario ABC que contenía «especies calumniosas e inexactitudes acerca de la vida privada del exministro».
El escritor Juan Eslava Galán lo describe en su obra Enciclopedia nazi: Contada para escépticos (2020). En marzo de 1933 el diario ABC lo había enviado a Berlín, donde permanecería por espacio de seis meses. Sus columnas de este periodo se recopilan en el libro Seis meses con los nazis, financiado por Lazar, «empalagosamente laudatorio del nazismo, sublime ejemplo de la amoralidad, el cinismo y la codicia que presidieron la vida de este dandi de las letras españolas». Con Hitler recién llegado al poder, González-Ruano glosaba así la figura del líder alemán:

Pienso en Hitler, surgido entre el cielo y la tierra, con una palabra de primavera prendida en los labios [...] surge este hombre simple y genial, encarnación exacta de nuestro tiempo, como un ángel con gabardina y bigote que recoge las alas todos los días en las puertas de las cervecerías de Múnich [...]. Viejo soldado, le salía por debajo del casco de hierro ese mechón de pelo, penacho lacio de los altos sueños, que hacía de él el recluta cinematográfico de los altos e inesperados destinos. [...] Hitler tiene algo de rey natural, de rey gótico que se pone al frente de sus ejércitos [...]. 
Diríase como un dios alemán que, vestido de obrero, calzadas doradas espuelas de caballería, esperaba en los viejos torreones de los castillos olvidados a que apareciera este Sigfrido para regalarle la cruz esvástica y misteriosa, antigua como el mundo que él empuña en un estandarte con la misma fe que nuestros Reyes Católicos, Isabel y Fernando, empuñaron la cruz de la catolicidad española bajo la que fueron expulsados los judíos [...].
Sudoroso y como estrecho en su gabardina, torrado en el flexible edificio civil y conmovedor, ennoblecido por el sacrificio.

## Obra
César González-Ruano fue un escritor precoz, cuyos inicios como poeta se dieron en la adolescencia. En su juventud publicaba crónicas en El Heraldo y en 1920, con tan solo diecisiete años, escribió De la locura, del pecado y de la muerte. En ese mismo momento colaboraba con revistas como Ultra y Tobogán.
En 1933 lo enviaron de corresponsal a Berlín, cuyos artículos se recogerán luego en Seis meses con los nazis. Un año después estrenó en Madrid su comedia poética La luna en las manos. Hizo dos antologías de sus poemas publicados: Aún, primera antología poética (1920-1934) y Poesía (selección poética, 1924-1944). En 2006 se publicó una nueva selección de sus versos, Ángel en llamas (Antología poética 1920-1965), con edición y prólogo de Juan Lamillar.
En 1946 publicó su Antología de poetas españoles contemporáneos en lengua castellana. Cinco años después, Ni César ni nada obtuvo el Premio Café Gijón en 1951, año en el que también aparecería Diario íntimo. Más tarde recogió en una trilogía (A todo el mundo no le gusta el amarillo) las novelas Nuevo descubrimiento del Mediterráneo, Caliente Madrid y Pequeña ciudad. En 1953 publicó Mi medio siglo se confiesa a medias, libro de memorias dedicado a los escritores de la época anterior a la guerra civil española, y en 1954 se editó Mis cien mejores crónicas. Como biógrafo pueden citarse las dedicadas a Charles Baudelaire, Enrique Gómez Carrillo, Émile Zola y Oscar Wilde.

## Reconocimientos y revisión histórica de su figura
La Fundación MAPFRE instituyó el Premio González-Ruano de periodismo, concedido entre 1975 y 2014. Tiene calles dedicadas en Cuenca y Madrid. Tras su muerte, se publicó el libro homenaje titulado 300 prosas, un resumen de su obra periodística.
En 2014 los escritores Rosa Sala Rose y Plàcid García-Planas Marcet publicaron El marqués y la esvástica. César González-Ruano y los judíos en el París ocupado, donde se exploran sus vínculos con el nazismo y con la estafa de judíos a partir de material de archivo hallado en diversas ciudades europeas. El mismo año en que apareció esta publicación, la Fundación MAPFRE anunció públicamente la cancelación de su Premio César González-Ruano de Periodismo, ahora reconvertido en el Premio Fundación MAPFRE de relato corto. Relacionado con estos asuntos puede mencionarse también el libro París: Suite 1940, de José Carlos Llop, publicado en 2007.